# ديريك لوثر
ديريك لوثر (بالإنجليزية: Derek Lawther)‏ هو لاعب كرة قدم ومدرب كرة قدم أمريكي في مركز الوسط، ولد في 1936. لعب مع نادي لينفيلد.